# Коррея да Серра, Жозе Франсишку
Жозе́ Франси́шку Корре́я да Се́рра (порт. José Francisco Correia da Serra или порт. José Correia da Serra; 6 июня 1750, Серпа — 11 сентября 1823, Калдаш-да-Раинья) — португальский ботаник, натуралист (естествоиспытатель), член Лондонского Линнеевского общества, геолог, философ, член Американского философского общества, дипломат, посредник в диалоге между ботаниками разных национальностей, государственный деятель, депутат.

## Биография
Жозе Франсишку Коррея да Серра родился в городе Серпа 5 июня 1751 года. В 1757 году в возрасте шести лет он переехал в Италию вместе со своими родителями. В 1775 году Жозе Франсишку Коррея да Серра был назначен пресвитерианином. 29 марта 1777 года вернулся в Португалию. В 1786 году Жозе Франсишку Коррея да Серра переехал во Францию и вернулся в Португалию в 1791 году. В 1797 году он эмигрировал в Англию. В Лондоне Жозе Франсиско Корреа да Серра был назначен советником португальской делегации, но был свергнут сразу же после этого и переехал в Париж, где проживал до 1813 год; из Парижа он уехал в США, где жил до 1821 года. В 1821 году Жозе Франсиско Корреа да Серра вернулся в Португалию, где был избран депутатом в судах по кругу Бежа в 1822 году. Проводил деятельность в области ботанических исследований. Коррея да Серра также проводил исследования в области геологии и занимался изучением формирования почвы в штате Кентукки. Он был членом Лондонского королевского общества и Лондонского Линнеевского Общества. Корреа да Серра был также членом Французской академии наук и членом Американского философского общества. Жозе Франсишку Коррея да Серра умер в городе Калдаш-да-Раинья 11 сентября 1823 года.

## Научная деятельность
Жозе Франсишку Коррея да Серра специализировался на семенных растениях. Его научно-исследовательская деятельность в ботанике охватывала преимущественно систематику видов растений.

## Научные работы
Жозе Франсишку Коррея да Серра опубликовал множество научных работ:
- On the fructification of the submersed Algae, Philosophical Transactions, 1799, pp.  494—505.
- On a submarine forest on the coast of England, Philosophical Transactions, 1799, pp.  145—155.
- On two genera of plants belonging to the natural family of the Aurantia, Transactions of the Linnean Society, Vol. 5, pp.  218—226.
- On the Doryantha, a new genius of plants from New Holland next akin to the Agave, Transactions of the Linnean Society, 6, pp.  211—213.
- Observations sur la famille des oranges et sur les limites qui la circonscrivent, Annales du Muséum d’Histoire Naturelle, 6, pp.  376—386.
- Mémoire sur la germination du nelumbo, Annales du Muséum d’Histoire naturelle, 13, 174.
- Vues Carpologiques/Observations Carpologiques, Annales du Muséum d’Histoire Naturelle, 8, 9, 10.
- Mémoire sur la valeur du périsperme, considerée comme caractère d’affinité des plantes, Bulletin de la Société Philomatique, 11, 350.
- De l’état des Sciences, et des lettres en Portugal, à la fin du dixhuitième siècle, Archives litteraires de l’Europe, Vol. I, 1804.
- Sur l’agriculture des arabes en Espagne, Archives Littéraires de l’Europe, 2, pp.  239—404.
- Observations and conjectures on the formation and nature of the soil of Kentucky, Transactions of the American Philosophical Society, Philadelphia, 1811.
- Considerations générales sur l’etat passé et futur de l’Europe, The American Review, 1812.